# 横倉山 (高知県)
横倉山（よこぐらやま）は、高知県高岡郡越知町にある標高800mの山。四国百名山では高知市周辺の山に分類されており、山頂には横倉宮がある歴史と伝説の山である。横倉山県立自然公園に指定されている。
第二駐車場からの表参道は石段を上り夫婦杉を経て中ほどに巨杉群がある境内には杉原神社があり、その一角に無人山小屋があり、さらに上り切ると安徳天皇を祀る横倉宮のある山頂に達する。その社殿の裏の岩場が最高地点の800mでその直下は断崖絶壁で馬鹿だめしと呼ばれている。横倉宮から西へ少し下って百段の石段を上ると安徳天皇陵参考地があり、東への稜線を下ると途中に三角点、さらに行くと兜嶽で上に石鎚神を祀っている。
約4億年以上前にできた国内最古の化石や岩石が発見されており、最古の大型化石（クサリサンゴ・ハチノスサンゴ・三葉虫・直角石）、最古の鱗木の化石、最古の火砕流堆積物、最古の雨の化石であるピソライト、最古の岩石（約4億2500万年前の石灰岩）が見つかっている。また、国内で唯一フデイシの化石が発見されている。
高知県で確認されている植物の3分の1を超える1300種が自生し、日本で唯一、推定樹齢数百年のアカガシの巨木を擁する原生林が存在している。

## 山中
- 自然の森博物館
- 八坂神社
- 夫婦杉
- 杉原神社
- 安徳水：日本名水百選
- 田口社：安徳天皇を当地横倉山まで案内した田口成良を祀る。
- 横倉宮：平知盛が玉室天神として安徳天皇を正治2年9月8日（1200年10月17日）に中嶽山頂に祀ったのに始まる。
- 馬鹿試し：標高800m
- 安徳天皇御陵参考地
- 住吉神社
- 三等三角点：標高774.3m
- 兜嶽・石鎚山神祠

## ヨコグラノキ
牧野富太郎は1884年（明治17年）にこの山でヨコグラノキ（Berchemia berchemiaefolia）を発見し、1898年（明治31年）『植物学雑誌』12巻に新種として発表した。

## ギャラリー

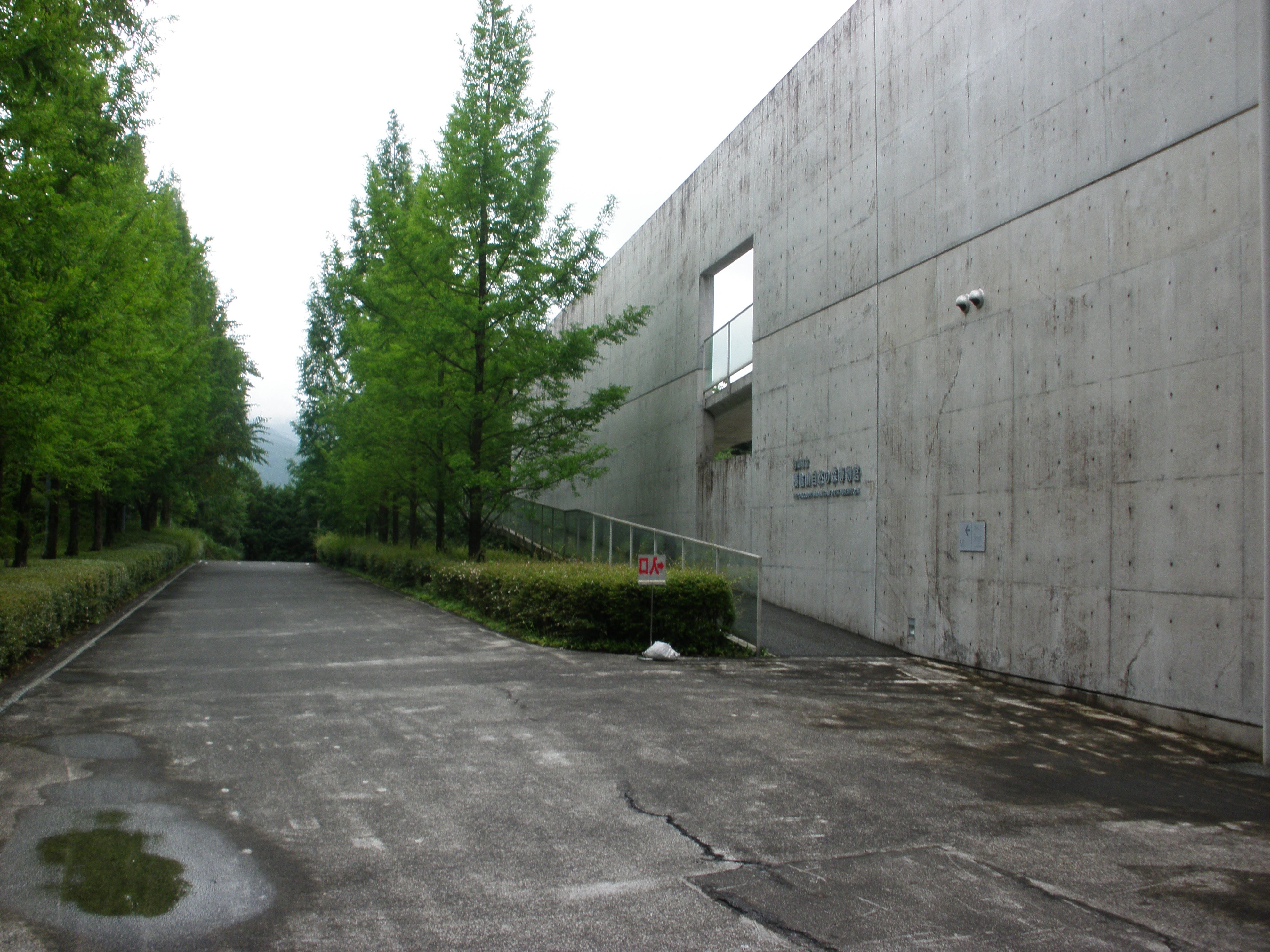
横倉山自然の森博物館
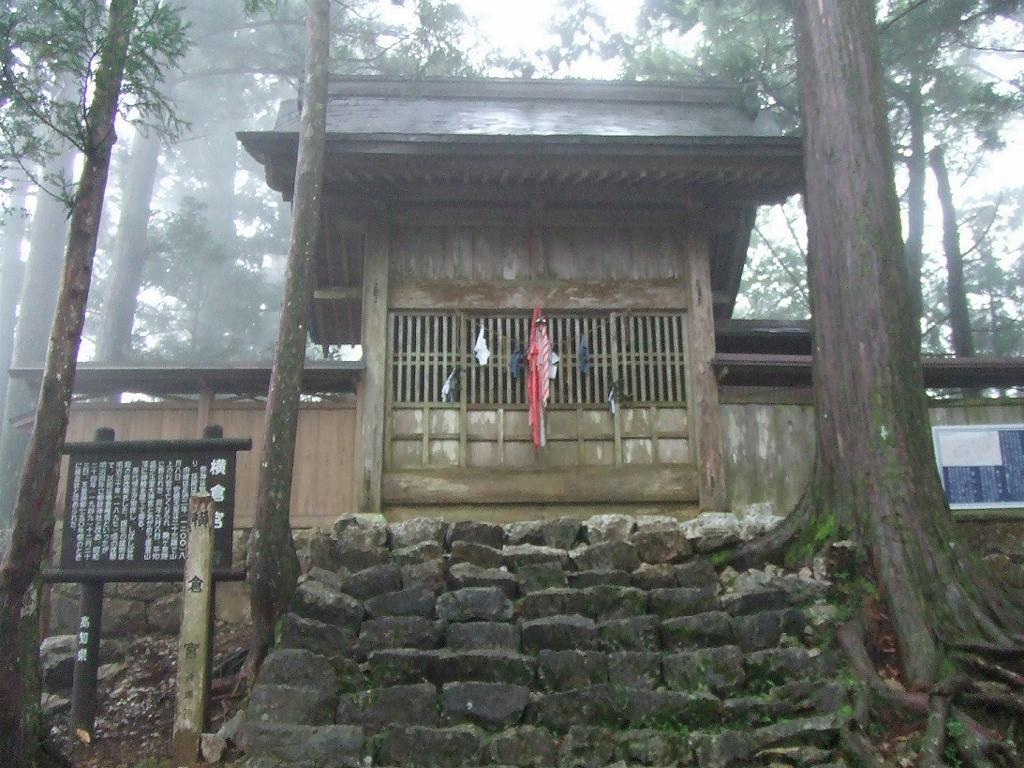
横倉宮
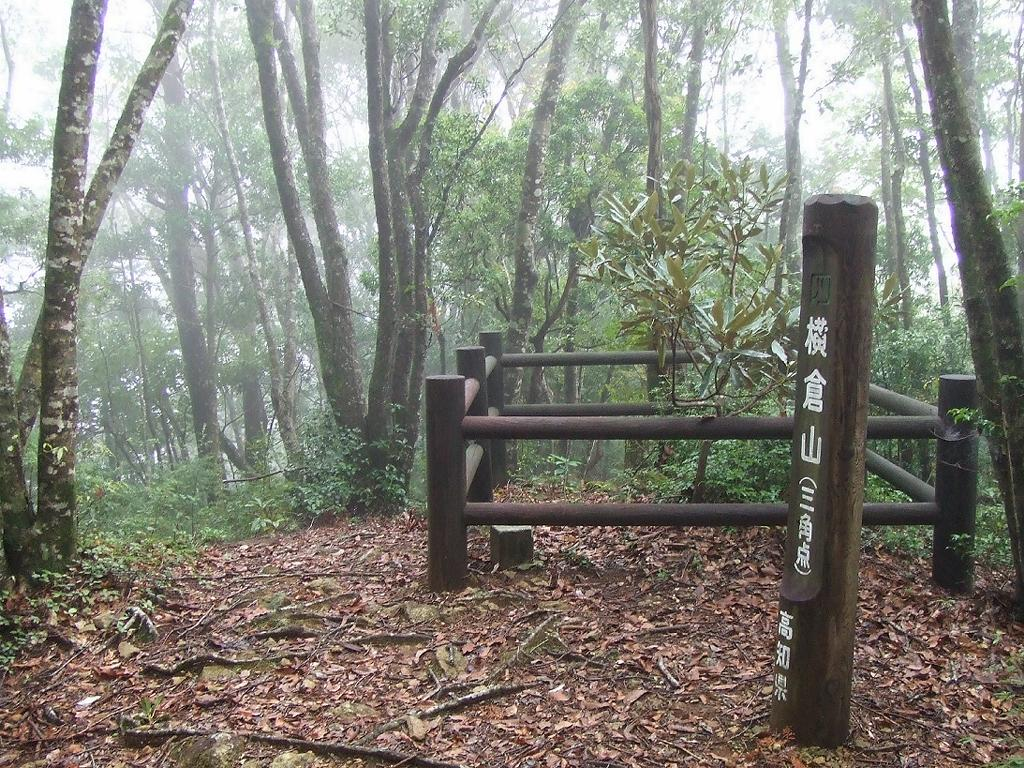
三角点
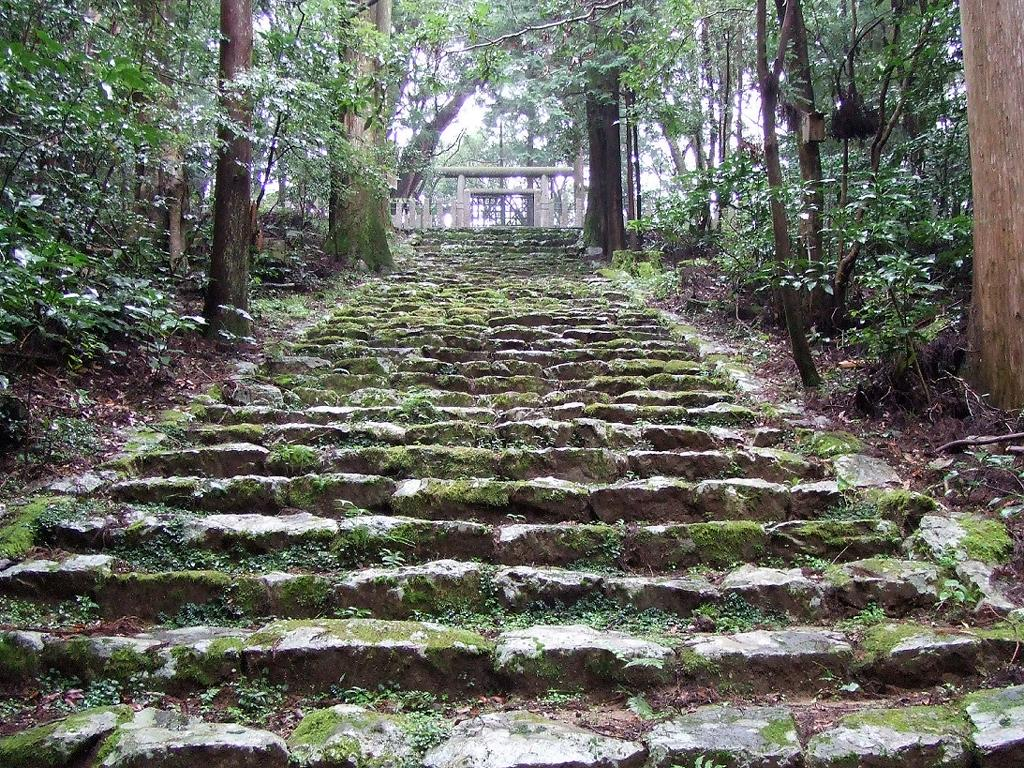
陵墓参考地
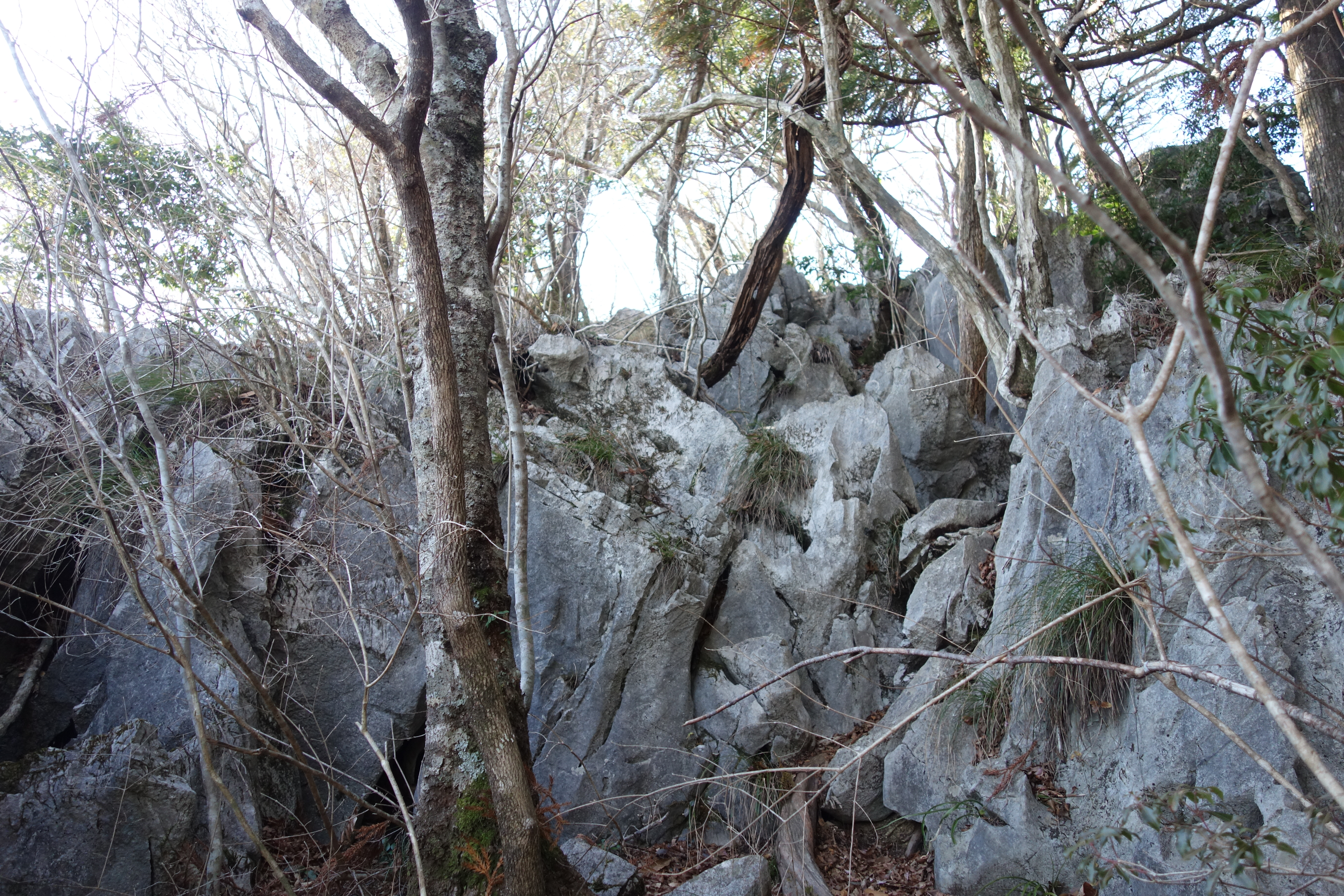
横倉宮裏の馬鹿試し
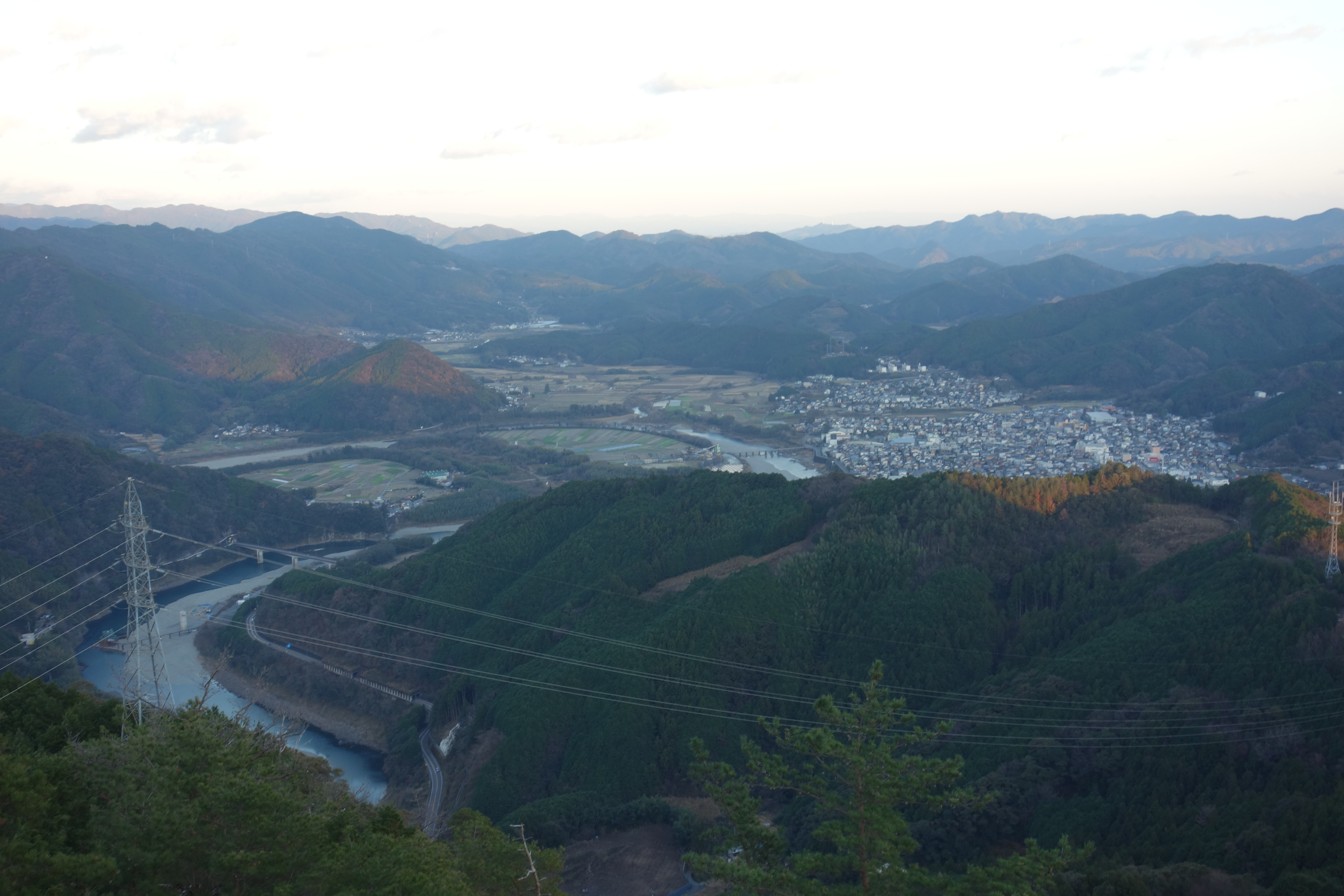
横倉山展望台からの仁淀川と越知町